# Теодор Науман
Теодор Науман (швед. Theodor Nauman, 7 грудня 1885 — 6 лютого 1947) — шведський ватерполіст.
Учасник Олімпійських Ігор 1920, 1924 років.
Бронзовий призер Олімпійських ігор 1920 року.